# 弗朗索瓦丝·比尔代
弗朗索瓦丝·比尔代（法語：Françoise Burdet，1967年8月12日—），瑞士女子雪车运动员。她曾代表瑞士参加国际雪车联合会世界锦标赛，获得一枚金牌和一枚铜牌。她也曾参加2002年冬季奥林匹克运动会。